# Fonteinallee

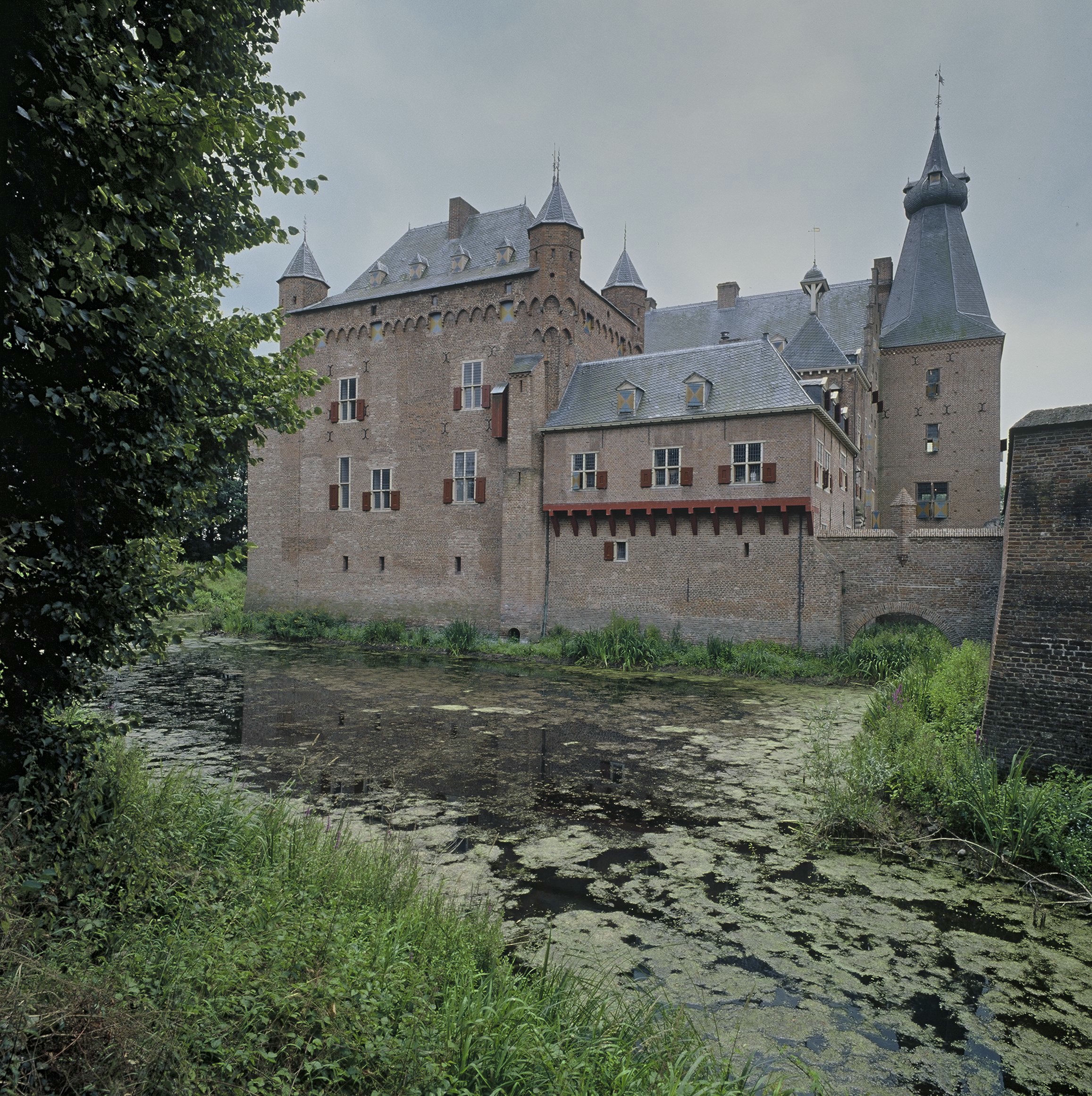
Kasteel Doorwerth

De Fonteinallee is een straat onder aan de stuwwal bij het Gelderse dorp Doorwerth. De weg loopt vanaf de Utrechtseweg bij Heelsum evenredig aan de Rijn tot de t-sprong met de Veerstraat en Dunolaan bij Heveadorp.

## Geschiedenis
Kasteel Doorwerth, gelegen aan de huidige Fonteinallee, wordt voor het eerste keer genoemd in 1260. De weg was een belangrijke verbindingsweg tussen Wageningen en Arnhem. In 1680 werd de bestaande weg verbreed en beter toegankelijk gemaakt voor paard en koets. De weg droeg op dat moment de naam Galérie de la Tremémoulle, vernoemd naar gravin Charlotte Amélie, Hertogin de la Trémouille en stadhouder van Doorwerth. In de volksmond werd de naam verbasterd tot De Galerij. Andere aanduidingen voor de weg waren De wegh van Doorwerth naar Oosterbeek, Nieuwe Allee of Onderlangs. Rond het begin van de 19e eeuw werd er een fontein aangelegd in de kolk langs de weg, waarna de straat in de volksmond bekend kwam te staan als de Fonteinallee. Dit besluit werd pas in 1928 formeel bekrachtigd door het college van Burgemeester en Wethouders van de gemeente Renkum.
Het dorp Doorwerth lag tot aan de eerste helft van de twintigste eeuw grotendeels gecentreerd rond Kasteel Doorwerth en de Fonteinallee. Zo lagen er meerdere boerderijen, woningen, een pakhuis, een jagershuis, een logement (De Zalmen) en verder terug zelfs een herberg langs de Fonteinallee. De huidige kern van Doorwerth bovenop de stuwwal ontstond pas vanaf 1923 toen de Van der Molenallee werd aangelegd. De meeste behuizing rond de Fonteinallee werd verwoest tijdens of in de periode na de Slag om Arnhem. De enige bebouwing vandaag de dag aan de Fonteinallee is, los van Kasteel Doorwerth, een boerderij, een stallencomplex en het voormalige tolhuis op de t-splitsing met de Dunolaan en Veerweg.

## Huidige situatie
De Fonteinallee loopt in het westen vanaf de Utrechtseweg in Heelsum. Via een tunneltje kan de Provinciale weg 225 worden gekruist. De eerste kilometers van de Fonteinallee vanuit westelijke richting, die lopen langs de Noordberg, zijn grotendeels onverhard. De Fonteinallee wordt doorstoken door de A50. De Rijnburg richting Heteren werd in 1972 in gebruik genomen. Via een lus loopt de Fonteinallee onder de brug door. De bouw van de snelweg veranderde het karakter van de straat voorgoed en de gevoelsmatige binding met Heelsum verdween daardoor.
De Fonteinallee kent drie zijstraten in noordelijke richting de stuwwal op, allen met stijgingspercentages tot tien procent. De eerste zijstraat vanuit westelijke richting is de Boersberg, vervolgens volgen de Holleweg en de Italiaanseweg. Deze laatste twee straten verbinden de Fonteinallee met de kern Doorwerth. De Italiaanseweg is een klinkerweg die in 1848 door de toenmalige eigenaar van Kasteel Doorwerth werd aangelegd om het kasteel te verbinden met Wolfheze. Aan de zuidelijke kant van de Fonteinallee ligt Kasteel Doorwerth en Stuw- en sluizencomplex Driel.